# Stictoptera subaurata
Stictoptera subaurata là một loài bướm đêm trong họ Noctuidae.